# Wickerham Manor-Fisher
Wickerham Manor-Fisher es un lugar designado por el censo ubicado en el condado de Washington en el estado estadounidense de Pensilvania. En el año 2000 tenía una población de 1,783 habitantes y una densidad poblacional de 320 personas por km².

## Geografía
Wickerham Manor-Fisher se encuentra ubicado en las coordenadas 40°10′31″N 79°54′16″O / 40.17528, -79.90444.

## Demografía
Según la Oficina del Censo en 2000 los ingresos medios por hogar en la localidad eran de $45,263 y los ingresos medios por familia eran $54,250. Los hombres tenían unos ingresos medios de $37,202 frente a los $26,576 para las mujeres. La renta per cápita para la localidad era de $23,781. Alrededor del 7.3% de la población estaba por debajo del umbral de pobreza.